# Impfondo
Impfondo är en stad (franska: commune) i Kongo-Brazzaville. Den är huvudort i departementet Likouala, i den nordöstra delen av landet, 700 km norr om huvudstaden Brazzaville. Antalet invånare är 47 719.